# (11595) Monsummano
(11595) Monsummano est un astéroïde de la ceinture principale.

## Description
(11595) Monsummano est un astéroïde de la ceinture principale. Il fut découvert le 23 mai 1995 à San Marcello Pistoiese par Andrea Boattini et Luciano Tesi. Il présente une orbite caractérisée par un demi-grand axe de 2,26 UA, une excentricité de 0,07 et une inclinaison de 5,0° par rapport à l'écliptique.

## Compléments